# Ascoporia lateritia
Ascoporia lateritia är en svampart som beskrevs av Samuels & A.I. Romero 1993. Ascoporia lateritia ingår i släktet Ascoporia och familjen Ascoporiaceae.   Inga underarter finns listade i Catalogue of Life.